# 罗兴亚人
羅興亞人是居住于緬甸若開邦阿拉干地区北部的一个穆斯林（回教徒）族群，缅甸称其为“孟加拉人”，主要居於近孟加拉国边界的孟都和布迪当镇一帶。在2016至2017開始的羅興亞難民危機前，有大約100萬羅興亞人居住在緬甸。根據緬甸現行國籍法，羅興亞人無法獲得公民身份。
2010年代開始，羅興亞人與緬甸政府的雙方衝突再次爆發。2015年，隨著緬甸政府對羅興亞人的報復力道加大，羅興亞人四處流徙，但東南亞各國幾乎都不願意接納羅興亞難民，引致了2015年羅興亞人難民危機。2016年10月至今，一些羅興亞人組織了若開羅興亞救世軍，多次襲擊緬甸軍警。2017年8月，150名恐怖分子向若開邦發動襲擊，造成多人傷亡。這引發了緬甸政府派出軍隊大規模清鄉、肅清恐怖分子，行動激烈戮及無辜，對於青年男子更是直接就地正法，造成約有80萬羅興亞人需偷渡孟加拉，即2017年羅興亞難民危機和被種族清洗危機。
許多羅興亞人被迫從緬甸逃離到鄰國孟加拉的貧民窟和難民營生活，並沿泰國到緬甸邊境地區一路逃難，很多羅興亞人更從海上逃至其他鄰國或東南亞地區，如馬來亞半島和印度尼西亞避難。按照聯合國的説法，羅興亞人是世界上最被迫害的少數民族之一。而難民危機也造成多國政治和難民人權的矛盾，各方原则和立场问题。
緬甸政府認為羅興亞人不是“原住民”，而是來自鄰國孟加拉國的非法移民。緬甸政府將英治時期前阿拉干地區的回教徒稱為卡曼人。

## 語源
「罗兴亞」這個名詞的語源有爭議。以下列出最常見的三種說法。
- 罗兴亞族本身的歷史學家，如Khalilur Rahman認為，「罗兴亞」這個名詞源於阿拉伯语词Raham，意为「同情」。[18]他們回遡至他們的祖先，來自阿拉伯的商人於公元8世纪時於兰里岛附近遇到船難，他們用自己的語言喊道，“Raham”（救我！）。因此，這些人被當地人稱為“Raham”，而隨着時間轉移，“Raham”的稱呼慢慢變為“Rhohang”，最後定型成為“Rohingyas”。[18][19]

- “Raham”說法為阿拉干穆斯林大會的前任總裁 Jahiruddin Ahmed 及前任秘書長納齊爾·艾哈邁德分別駁斥。[18]他們的論據，當年遇到海難而在阿拉干沿海定居的回教徒，現時被稱為「Thambu Kya」。假若「罗兴亞」這個名詞是用來指稱這一班人，那麼，他們就會是首批被叫作「罗兴亞人」的人，而不是現時的罗兴亞人。相反的，根據他們二人所說，「罗兴亞」這個名詞其實是因為他們本來是來自阿富汗中北部興都庫什山脈一個叫作Ruha[20]的村莊的後人。[18]另一位歷史學家 MA Chowdhury 指出：其實妙乌王国在古代回教徒間稱之為「摩羅亨」（Mrohaung），這個名稱後來變成了「羅興」（Rohang），所以在當地的居民因此被稱為「羅興亞」，意思就是「住在羅興的人」[18]，但這個說法又被緬甸的歷史學家否定。

- 欽貌苏（Khin Maung Saw）等緬族的歷史學家指出，在1950年代以前，從來沒有文獻出現過「羅興亞」這個名詞。[21]而另一位缅甸歷史學家貌貌[a]博士引述英國政府於1824年在英屬緬甸時的人口普查報告，指報告內並沒有出現過「羅興亞人」這個名詞（他們被稱為吉大港人）。[22]日本神田外國語大學的歷史學家Aye Chan指「羅興亞人」這個詞會是由當時同屬英國殖民地的孟加拉移民到阿拉干地區的後人在1950年代創造，因為在這之前，不論任何語言的歷史文獻均沒有找到這個詞語[23]。

## 文化
羅興亞人有自己獨特的文化和語言。
罗兴亚人信仰伊斯兰教，宗教也是他們的民族认同的基础和生活重心，也是他们与周边上座佛教民族文化和心理隔绝的最重要原因。由於緬甸政府否認他們有本土族群的地位，他們被稱為“孟加拉非法移民”。過去，羅興亞人也因教導和實踐宗教信仰而被捕。
緬甸政府限制他們在公立学校受教育機會，很多罗兴亚人选择回教宗教教育作為其唯一選擇。清真寺和回教學校存在於大多數村莊。

### 語言
羅興亞語是羅興亞人的語言，也是在印歐語系中屬於印度-雅利安語族東部語支孟加拉-阿薩姆亞語支，并与孟加拉语接近的一種混合语言。它跟孟加拉国東南部的孟加拉语吉大港方言最接近。
儘管羅興亞語與其他的孟加拉語言關係緊密，但其書寫文字原本是用阿拉伯字母寫的，而不是採用孟加拉文。而近年羅興亞人亦積極開發用其他文字系統來書寫羅興亞語，例如：拉丁字母、缅文、又或採用烏爾都字母之類與傳統阿拉伯字母不同的地方變體。當中以拉丁字母為近年的新书写標準。
羅興亞語採用的拉丁字母除了使用原有A到Z等26個字母以外，還包括兩個額外的扩展拉丁字母：Ç和Ñ。為更準確地表示羅興亞語的音韻，五個元音<a e i o u>可與尖音符結合成為<á é í ó ú>。羅興亞語的ISO 639-3代碼為“RHG”。基本上，所有字母均可以在標準美国国际键盘布局輸入。

## 生計
在緬甸生活的羅興亞人以農耕為生，也從事商業。
由於緬甸政府認定他們是非法移民，只能生活在若開邦內的村落式營地，人身自由受限，所以以從事農業和日薪式零工為主。

## 歷史

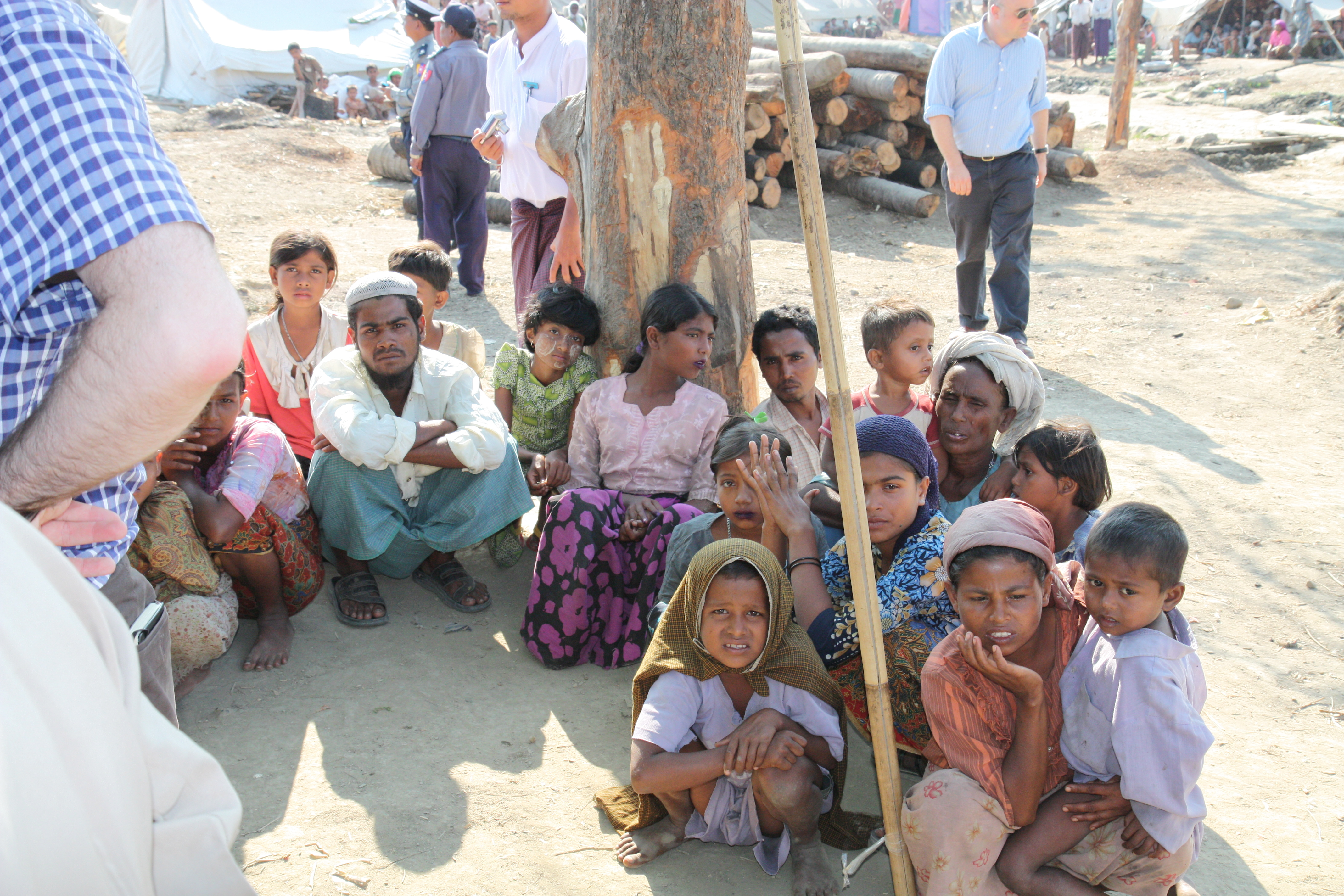
在若開邦遭強制遷移的罗兴亚人

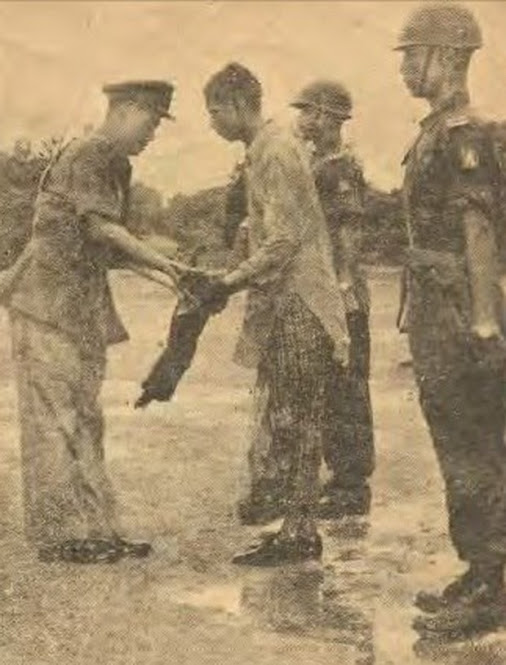
1961年罗兴亚武裝投降

若開邦位于缅甸西部，古稱阿拉干王国，自古以上座佛教立国，在文化上与缅甸更为接近，与西边的孟加拉地区也长期和睦相处。在阿拉干王国的古都妙乌（Mrauk U），至今仍保留着一座几百年前的清真寺。不过，那个时候，定居在阿拉干的回教徒人数很少，主要是从事贸易的商人。
今日若開邦總人口數約三百五十萬人，該地分為兩大族群：若開族和羅興亞人，若開族為上座佛教教徒，語言上操若开语（緬甸語若開方言），於西元九到十世紀前後成為該邦的主要族群，羅興亞人為回教徒，說孟加拉語吉大港方言為主，其主要分布於孟都、布迪當、阿恰布、洞鴿、拉代當此五地，他們稱自己是在該地區定居幾代人的阿拉伯商人的後裔。然而，法國學者雅克·萊德研究顯示：「若開邦絕大多數回教徒的先人是從孟加拉遷移到若開邦。」又說： 「直到20世紀90年代初，實際上，他們的後代和整個回教徒已被毫無爭議地稱為『孟加拉人』。萊德認為，羅興亞人是一場政治運動，始於1950年代，旨在在若開邦創建“自治的回教地區”。
在緬甸最古老的回教徒團體可被追溯到西元八世紀，因為孟加拉灣季風貿易盛行所以帶來的定居回教商人社群，但當時人口數量極少。而從1430年起，孟加拉蘇丹國的扎拉魯丁便派手下大將瓦里克汗以五萬兵力征服此地並開始建政，從此開始大量孟加拉人口開始移入，這群人的後裔古早時稱趴題（Pathi）或錫巴迪（Zebradee），其背後意義是「母親是緬甸佛教徒、父親是外來的回教徒」。現則直接稱「穆斯林」。
1660年印度開始戰亂。直到1784年緬甸才收復了若開邦地區。

### 英國殖民時期（1886－1948年）
在第一次英緬戰爭中（1824－1826年），緬甸再度喪失若開統治權，原先於第一次英緬戰爭中逃難至孟加拉的回教徒逐漸回流，而在第三次英緬戰爭（1852年、1885年）後，全緬甸淪為英國殖民地。而英國殖民者為了發展殖民地事業增加緬甸勞動力，鼓勵大量印度和孟加拉移民遷移到當時人口較少且肥沃的阿拉干山谷作為農夫，並徵召大量英屬印度士兵於此區，是為第三波大移民浪潮。當時孟加拉和緬甸的阿拉干之間沒有國際邊界，對這些地區之間的移民沒有任何限制。在19世紀初，每年也有數千名出身吉大港地區的孟加拉人來到阿拉干求職。
英國人對該邦統治政策採人口普查、分而治之，也就是以宗教信仰確定緬甸人身分，以佛教徒與回教徒區分，而後來遷移至若開邦的回教族群，被稱為吉大港人。分而治之，在大緬甸政策的對待上，將緬甸分為緬族居住區與少數民族居住區，前者以直接統治為主，後者可保留自己的自治權力以藉此培植親英勢力，另外在此時英國政府統治較依賴孟加拉回教徒，對於緬甸本地的佛教徒評價較差，這使得緬族方面不滿日漸加深導致了兩族於1938年爆發流血衝突。
英国实施沿海农业开发政策，引進一批孟加拉墾戶到阿拉干，以99年为租期，把阿拉干的土地租给孟加拉人耕种。孟加拉墾戶没有雇佣原先若开佛教徒的農民，反而對他們凌虐迫害，以把佛教徒赶出當地，然后大量雇用孟加拉的佃農。99年租期到期时，阿拉干的孟加拉人已经从1826年的3万人增长到1925年的22万人，数量几乎与当地的若开人相等，而族裔间的冲突也开始增多起来。当时的英国驻阿拉干移民官司马特（R.B.Smart）曾经记录道：“阿拉干人(若開人)正在被来自西边吉大港（现孟加拉国靠近缅甸的港口城市）的移民挤出他们的原住地，不得不向东部迁徙。”在1931年的人口普查中，緬甸的回教徒人口為584,839人，佔當時總人口14,647,470人的4％。 396,504人是印度回教徒和1,474名中國回教徒，而186,861人是緬甸回教徒。人口普查發現，在緬甸出生的印度回教徒人數增加，這主要是因為他們在阿恰布永久定居(阿恰布有60%人口是土生土長的印度人)。當時有41％的緬甸回教徒生活在阿拉干。
二次大战时，英军为阻断日军通过阿拉干向印度推进，组建了一支由孟加拉回教徒组成的“孟加拉V支队”。但英国人撤入印度之后，这支已经被武装起来的队伍并没有遵從英國指令討伐日军，而是大力屠殺阿拉干的上座佛教平民（若开族），強佔土地。根据缅甸人和英国人的记录，成百的村庄被V支队烧毁，超过10万名佛教平民被杀害，仅边境小镇孟都就屠戮了3万多佛教平民。
日本二戰投降后，英国政府要求孟加拉V支队将抢占的土地归还给若开人。但孟加拉人没有归还原主，而是擁槍自重，组建了穆斯林解放组织（MLO，后改名为“穆斯林圣战党”，Mujahid），并联络印度回教徒的领袖真纳（巴基斯坦国父），试图“携”地加入不久后就要从英属印度分离出去的東巴基斯坦。这一企图遭到英国殖民政府的反对，也遭到真納的拒絕，阿拉干的英國行政长官说服了回教徒领袖，希望他们与缅族、掸族、克钦族等缅甸其他民族一起组成缅甸联邦。

### 獨立初期到吳努政府時期（1948年之前）
太平洋戰爭開始後，大日本帝國為建立大東亞共榮圈入侵東南亞，1942年1月日軍聯合泰國入侵緬甸，緬甸戰役爆發，日軍佔領緬甸全境后成立了親日的緬族政權緬甸國，日本帝國而為了西征印度在若開區徵召了以佛教徒為主幹的「若開愛國軍」，而英印政府則成立了以孟加拉回教徒為主的「第五軍團回教徒游擊隊」，使若開邦於1944年重回英印政府統治行列，之前離開的回教徒開始回流，而隨後爆發的巴基斯坦獨立戰爭使得羅興亞人的第四波移民潮開始。
根據一些報道，緬甸獨立後，翁山将军和吴努总理曾给予印巴分治前来到缅甸的罗兴亚人公民权。罗兴亚人越来越多，在若開邦北部成为优势族群。印巴分治之後，更多孟加拉難民湧入若開邦，增加了羅興亞人的人數。1948年爆發了羅興亞人在緬甸西部的衝突，羅興亞人開始宣稱要脫離緬甸並且加入東巴基斯坦（孟加拉國）──他們的祖居地。他們的目標是脫離緬甸並最終與東巴基斯坦合併，於是發起了聖戰。這場聖戰運動中，許多無辜的若開人再次遭受到戰火波及，在自己的家園喪命。經過政府幾次圍剿後，這群聖戰分離分子才最終投降。而繼任吳努的吳奈溫，再也無法忍受要求愈來愈過火的羅興亞人。吳奈溫政府認為，已經給與羅興亞人緬甸的公民權與參政權，但羅興亞人卻是以武裝分離運動來回報，1982年緬甸政府發布了新的公民法，不承認羅興亞人的政治權利。

### 吳努政府時期（1948－1962年）
緬甸政府頒布緬甸聯邦憲法，其中對少數民族提出民族代表院的做法，並承認羅興亞人為少數民族。1948年公布的《國籍法》與《選擇國籍條例》（在英屬殖民地出生的新移民，且在緬甸居住八年以上者，方可申請歸化入籍）此事使大量文盲人口的羅興亞人，成為無國籍者。而在若開邦地位部分，該政府採折衷作法：沒有同意完整若開邦建立，也沒有同意羅興亞人的北若開單獨回教邦的建議，而是設立若開邦但將梅餘地區（含孟都、布迪當、拉代當）成立直屬中央的墨玉邊疆區。
穆斯林圣战党曾要求成立自治的回教邦，遭到缅甸联邦政府拒绝。圣战党随即发动了针对联邦政府的叛亂，即羅興亞人在緬甸西部的衝突，他們稱之為圣战，捣毁了若开邦北部倖存的佛教徒村庄，控制了整个若开邦北部和缅巴边境（当时孟加拉国尚未独立，属于东巴基斯坦），使得更多的孟加拉贫民得以涌入若开邦（當時緬甸比東巴基斯坦富裕），目的是在阿拉干建立一個自治的伊斯蘭國。到了20世紀50年代，他們開始使用“Rohingya”一詞，這可能是Rooinga一詞的延續，以建立一種獨特的身份並將自己視為本土民族。缅甸政府军曾数次与這些圣战士交火，面對優勢火力下，沒被殲滅的圣战士们数度詐降，但总是会在不久之后繼續叛亂。
1960年代，缅甸总理吴努为了获得更多选票，许诺给予罗兴亚人公民权，招致军方强烈不满，也成为后来吴奈温发动政变罷黜吴努的原因之一。

### 軍政府統治時期（1962－2011年）
1962年吳奈溫將軍發動兵變，否決聯邦憲法取消邊境區編制。
1971年羅興亞人因為受孟加拉國解放戰爭的影響而開啟第五波移民潮。
1974年通過緊急移民法案，使羅興亞人在居住地成為外僑。
1977年發動龍王行動，使羅興亞人人身與行動自由嚴重受限。
1982年緬甸國籍法的再次頒布將緬甸公民分為普通公民、準公民、歸化三種身分，而此國籍法採血統主義，也就是雙親中至少一位須為本國公民（1948年前就定居此地的明確證明）這使得羅興亞人只能成為外僑，據國際人權組織統計約一百萬羅興亞人於此時被剝奪了國籍。
随着印巴分治和孟加拉脱离巴基斯坦独立建国（孟加拉國解放戰爭）等事件的发生，孟加拉经济长期处于欲振乏力状态，越来越多的孟加拉难民逃进若开邦，进而蔓延到缅甸内陆。据法国远东学院学者雷德（Jacques P. Leider）在其2013年发表的研究论文《若开邦的穆斯林以及罗兴亚人的政治工程》中披露，1975年（孟加拉从巴基斯坦分离后不久），时任英国驻缅甸大使馆官员奥布莱恩（T.J. O’Brien）在使馆的内部档案中记录道：“他（孟加拉駐緬甸大使K.M. Kaiser）承认，超过50万的孟加拉越境者进入了若开邦，而缅甸政府有权拒绝他们。”
奥布莱恩还写道：「在孟加拉当时的困境下，凯瑟恳求缅甸当局，不要对这件事施加压力，并对缅甸政府没有在自己国家不幸之际驱赶难民而表达了感激。」
奈温发动了几场平息回教徒圣战的剿匪行动，其中以1978年和1991年的两次战争最为猛烈。缅甸军队以奈温特有的铁血无情，将若开邦境内的回教徒武装基本上剿灭干净，收回了大片土地，许多回教徒农民也因失去土地而沦为流民。所谓的“罗兴亚难民”一词，就是在1990年代之后才越来越多地见诸回教傳媒，进而逐渐被国际社会所使用的。

羅興亞領導人支持8888民主運動。在1990年緬甸大選期間，羅興亞人的民主與人權黨在緬甸議會中贏得四個席位。四位羅興亞議員包括Shamsul Anwarul Huq，Chit Lwin Ebrahim，法扎爾·艾哈邁德和努爾·艾哈邁德。這次選舉是由昂山素季領導的全國民主聯盟贏得的，翁山蘇姬被軟禁，不准成為總理。緬甸軍政府於1992年禁止民主與人權黨。其領導人被捕，入獄、遭受刑求，羅興亞政客禁止競選。2005年，Shamsul Anwarul Huq根據有爭議的1982年緬甸公民法第18條被起訴，並被判處47年監禁。2015年，執政联邦巩固与发展党議員Shwe Maung被取消參加2015年緬甸大選，理由是根據1982年的緬甸公民法，他的父母不是緬甸公民。
截至2017年，緬甸沒有單一的羅興亞人議員，羅興亞人口沒有投票權。
蘇茂將軍時期（1988－1992年）

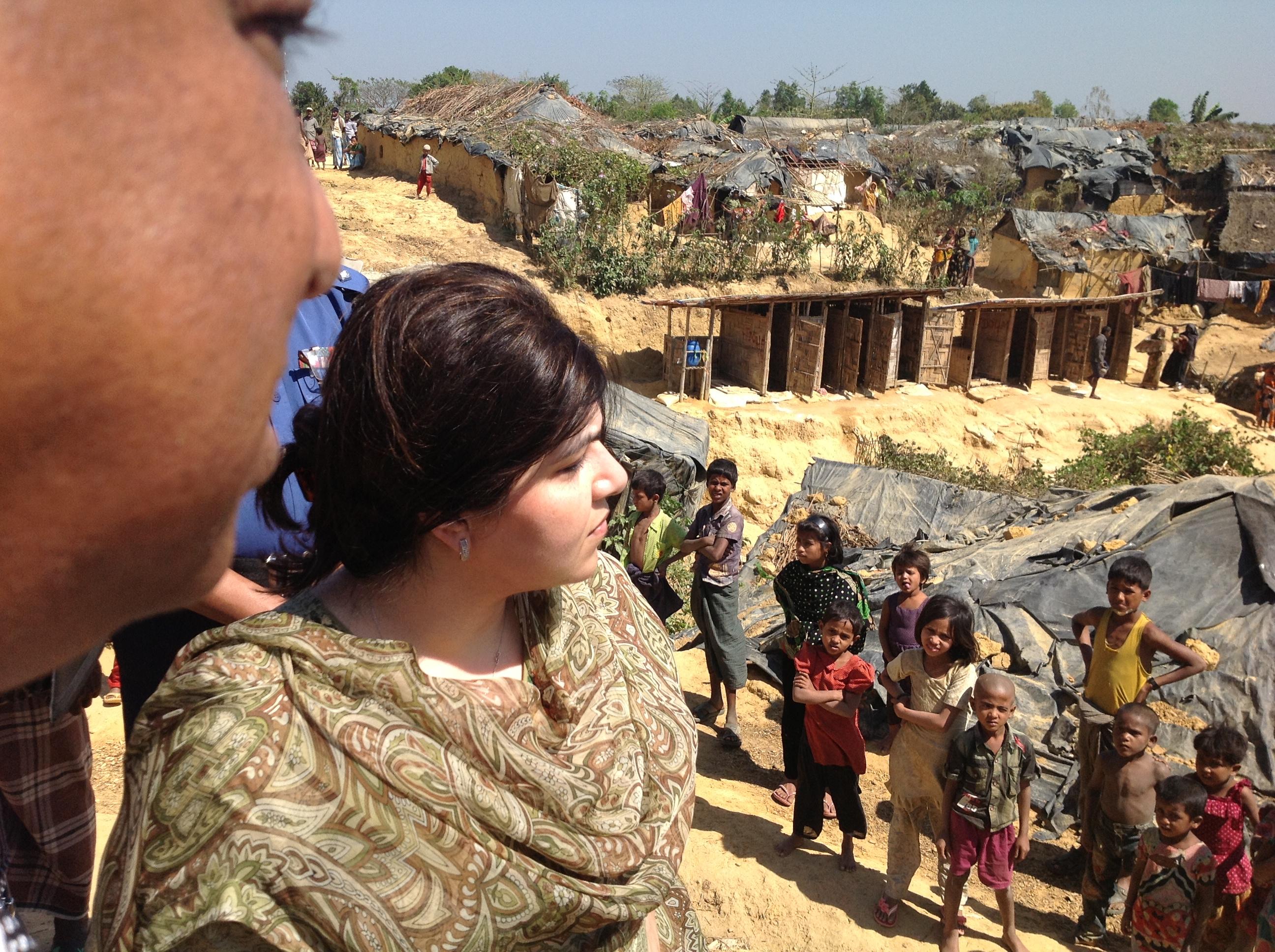
羅興亞難民營

1988年蘇茂政變上台於1991年實施若開邦行動直接破壞該地的回教清真寺並再度大建佛寺並開始大清剿羅興亞回教組織，即清潔美麗國家行動。 
丹端政府時期（1992－2011年）
緬甸政府開始與國內各叛軍進行停火協議，但對於羅興亞人問題仍漠視，民間甚至發起九六九佛教徒自我認証活動（969運動）以區別自己並非回教徒，然於2014年緬甸政府已開始，若開邦方案是將若開邦首府實兌的十萬羅興亞族重建家園與改善醫療教育的計畫，然此計畫仍要羅興亞人證明1948年便居住於此地的證據，否則一樣登記為孟加拉裔。

### 政治轉型期（2011年至今）
登盛政府時期（2011－2016年）
2012年5月28日傍晚，三個羅興亞回教徒搶劫並輪姦後殺害了一個若開女性佛教徒，引致了若開邦的民情激憤，6月開始一連串的互相攻擊，引發了2012年若開邦暴動。政府開始實施宵禁，並在該地區部署軍隊試圖控制這場暴動，雖然依然接二連三發生衝突，但最後還是開始獲得控制。截至6月14日，官方統計有16個羅興亞人和13個佛教徒傷亡。6月18日，性侵殺人案的三名羅興亞兇手，一名畏罪自殺者外，其他二名皆遭判死刑。但10月動亂再起；共有82人死亡、22,587名居民失去家園，其中羅興亞人佔了21,700人。
2015年，包含數千名羅興亞人從緬甸和孟加拉開始向外遷徙，被國際媒體稱為「船民」。他們藉由殘破的小船，從麻六甲海峽和緬甸海流竄向包含馬來西亞、印度尼西亞、菲律賓和泰國等東南亞國家。聯合國難民署估計在2015的1月到3月份間，有兩萬五千名羅興亞人是藉由人口販子的船運來遷移。據指稱有大概100人死於印尼、200人死於馬來西亞、10人死於泰國，這是肇因於人口販子將他們遺棄在海上。
廷覺政府時期（翁山蘇姬，2016－2018年）
2016年11月25日，聯合國難民事務高級專員公署孟加拉邊境城市科克斯巴扎爾縣負責人麥基希克表示，緬甸政府部隊在鎮壓境內羅興亞人之餘，還對羅興亞人施以性侵、刑求、就地正法、縱火與搶劫等暴行，已足以構成「種族清洗」罪。麥基希克說，有多達三萬名羅興亞人被緬甸政府部隊逼得放棄在鄰近孟加拉邊界的緬甸家園，目前有成千上萬人聚集在緬甸與孟加拉邊界，孟加拉達卡當局卻拒絕國際社會讓羅興亞人入境的呼籲，反而要求緬甸政府想辦法勿讓羅興亞人逃亡。但孟加拉達卡、印尼雅加達、馬來西亞吉隆坡與泰國曼谷等亞洲各國各地回教徒抗議群眾們上街頭憤怒抗議緬甸政府，同時抗議群眾們聲援羅興亞人，馬來西亞內閣還發表譴責聲明，並召來緬甸駐馬來西亞大使表達抗議，馬來西亞外交部長阿尼法阿曼也將會就此事，與緬甸國務資政暨緬甸外交部長翁山蘇姬以及其他緬甸政府高層官員盡快會面。
2017年8月25日，150名恐怖分子向若開邦的24個警察哨所和緬甸陸軍第552輕步兵營營地發動襲擊，造成20名警員、8名士兵、1名移民官死亡。這引發了緬甸軍隊大規模清鄉，肅清恐怖分子，行動激烈，戮及無辜，對於青年男子更是直接就地正法，造成約有80萬羅興亞人需偷渡孟加拉，即2017年羅興亞難民危機。
溫敏政府時期（翁山蘇姬，2018年至今）
2018年8月28日，在美國參議院的干涉下，馬克·佐克伯格宣布禁止涉入鎮壓羅興亞人的緬甸軍官敏昂來等人使用社群網站FACEBOOK。

## 缅甸人的看法
缅甸的历史学家貌貌博士曾引述英国政府于1824年在英属缅甸时的人口普查报告，指出报告内并没有出现过“罗兴亚人”这个名词，“罗兴亚人”这个名词是非常近代才產生(1950年代)。
依照罗兴亚人的说法，“罗兴亚人”这个称谓早在阿拉干王国时期就已经存在。然而，缅甸人认为历史上从来就没有“罗兴亚人”这个词，所謂的“罗兴亚人”都只是當年跟隨英國殖民政策服務進入阿拉干地區的「非法移民」，他們強奪土地並成為英國人照顧的莊園主階級，而且曾經屠殺數以萬計的緬甸人，也利用武力驅逐、殺害本來居住於當地的佛教徒。“罗兴亚人”这个名稱，也是這些孟加拉非法移民自己造出来的，是為了在字面和发音上与若开邦的英文“Rakhine”看起來相似、製造他们很早就生活在若开邦的假象。在英治時期，他们先是被称为“吉大港回教徒”、后来被叫作“孟加拉回教徒”，缅甸独立后，已经长期生活在若开邦的回教徒才有了“阿拉干回教徒”的称谓。雖然有少數羅興亞人可追溯他們祖先，到在15世紀到16世紀定居阿拉干的回教徒，但大多數羅興亞回教徒是在19世紀和20世紀與英國殖民者由孟加拉一起抵達緬甸。
1982年缅甸军政府颁布了一项法令，所有缅甸公民，都必须提出血緣証明，要能够追溯到1823年（第一次英缅战争）之前，其祖先就已经生活在缅甸。尽管这项法令被认为主要是针对罗兴亚人定「量身打造」的，但是，缅甸确实有很多能够証實家族于1823年之前就居住在若开邦的回教徒，而他们完全没有受到軍政府的任何限制，包括升学、工作和迁徙等各方面。
2014年3月29日，缅甸政府要求媒体和出版物在全境之内禁用“罗兴亚人”一词。要求这些人登记在「孟加拉外國居留者」的名义之下，就像过去30年来对罗兴亚人人口普查的做法（政府發給白色的「臨時居民證」，僅承認其居住的事實）。但因很多人拒絕被登記為孟加拉人，2015年緬甸國會改選前，政府撤銷白卡效力，他們被認定為來自孟加拉國的非法移民。
联合国缅甸事务特使李亮喜因频频使用“罗兴亚人”一词，以及她所发布的罗兴亚人人权状况报告，多次受到缅甸外交部抗议。2016年4月28日，数百名缅甸群众和僧侣在仰光的美国大使馆前集会游行，抗议美国在此前的一份官方声明中使用了“罗兴亚人”这个称谓。示威人群手持的标语上写着：“停止使用‘罗兴亚人’这个词”，“如果美国大使馆继续使用这个词，就请滚出去”。4月30日民盟发言人吴年温表示：“我们接受前一任政府所表述的，在缅甸历史上从来没有‘罗兴亚’这一词。我们对其他事情不予置评，但我们是接受在缅甸历史上从来没有‘罗兴亚’这一名称的观点”。“别有用心的人借口‘罗兴亚’这个词汇做出危险举动。”5月4日，缅甸外事部常任秘书昂林表示：“如果美国大使馆能够避免使用这个称谓，我们（昂山素季为领袖的民盟于4月组建的缅甸新政府）会很高兴，”而继续使用这个词，将“不会对我们有什么帮助。”
歐美傳媒所使用的“罗兴亚人”，在缅甸政府和民众的语境，被称作“班加里”（Bangali、Bangalee），或译“宾格力”、“孟加拉”——缅甸视“班加里”为外国人，一群“来自孟加拉的非法移民”，或者是“孟加拉回教徒”。

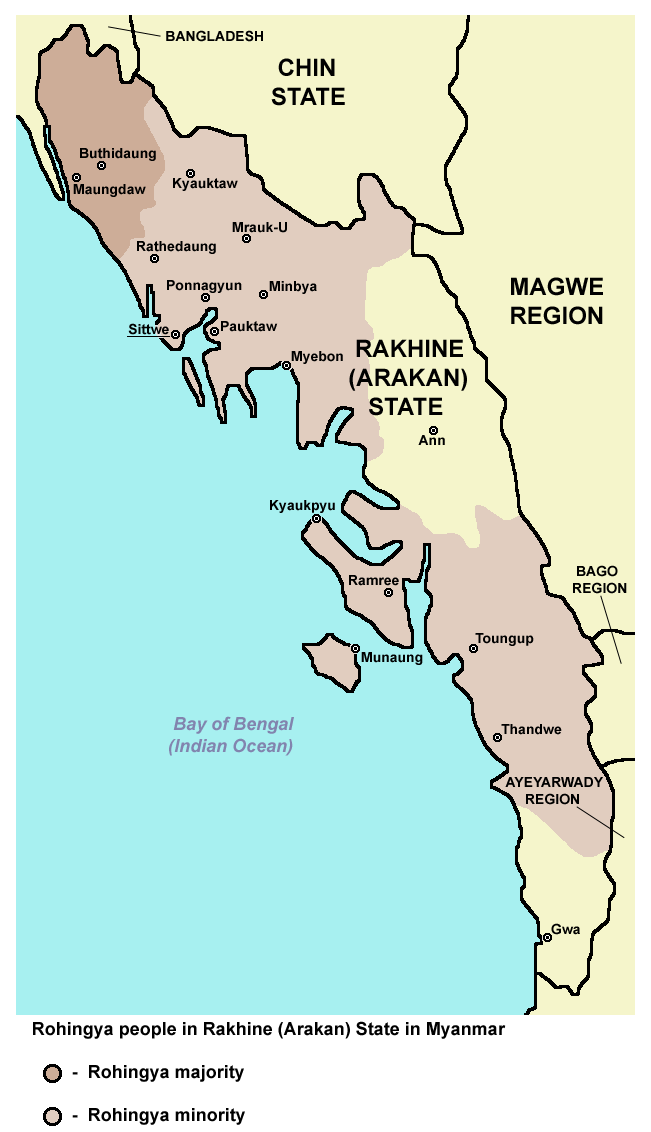
罗兴亚人聚居區都是在西沿海

孟加拉回教徒只是缅甸回教徒的一部分。许多缅甸人称，反对“罗兴亚人”不等于反对回教徒，他们认为西方媒体报道缅甸佛教徒与缅甸回教徒的冲突，是一种「偷换概念」，进而达到危言耸听的目的。澳大利亚格里菲斯大学亚洲研究院副教授塞尔斯（Andrew Selth）曾经撰文介绍，缅甸的回教徒包括来自中国云南的潘泰人、来自波斯的卡曼人、来自马来的帕术人等等。这些回教徒与缅甸的佛教社区在历史上也曾经爆发过冲突，但他们没有分离主义的倾向，也没有大规模驱逐和屠杀佛教徒的血债，今天的缅甸人已经基本上接受了他们成为缅甸公民的一部分。他们与周边的缅甸其他族裔相处得十分融洽。
罗兴亚人一直被国际傳媒稱是「缅甸少数民族」。但缅甸人大多认为，在若开邦，罗兴亚族的数量已经持平甚至超过了若开族的数量。估计目前，若开邦境内的罗兴亚人从100万到200万人不等，而该邦的总人口只有300多万人，按照保守的估算，罗兴亚人和若开人各占100万，其余的是缅族、掸族、钦族等其他族裔。而罗兴亚人的生育率远高于其他族裔，其人口增长势头令若开人感到恐惧。截至2014年，約有130萬羅興亞人居住在緬甸，估計海外有100萬人。如果包括海外人口，他們佔若開邦人口的40%或60%。截至2016年12月，全球每7個無國籍人士中有1人是羅興亞人。很多西方媒体侧重报道佛教徒对回教徒施加的暴力。但昂山素季说，实际上双方都对彼此造成过伤害，暴力并非一方对另一方的单向压迫。
2013年，昂山素季访问欧洲时，曾被问及罗兴亚人是否属于缅甸国民，她回答：“我不知道。”不仅招致了西方媒体的批评，认为她没有勇气帮缅甸弱势族群说话；同时也导致了很多缅甸人的不满，认为她在非法移民的立场上模棱两可、不够坚定。2015年11月缅甸大选之前，昂山素季再次被问及该问题时，她回答“在这个问题上，孟加拉也应该负一定的责任。”如果她出面声援罗兴亚人，就违背了缅甸的民心所向，使民盟在大选之际处于极为不利的境地。
民盟发言人吴年温表态缅甸政府在短时间内，很难改变对待孟加拉回教徒的政策。缅甸政府官员、学者、商人、宗教人士、在野党派人士，无不对这个问题采取着一致的立场。
面临着来自联合国官员、人权组织、非政府机构的巨大压力，缅甸政府和民间对于“罗兴亚人”这一问题的反弹情绪越来越严重。2015年，被美国《时代周刊》称作“佛教界賓拉登”的缅甸僧人阿欣威拉杜，带领缅甸佛教界发起抵制所有回教徒的运动，怒骂谴责缅甸人权状况的联合国特使李亮喜是“娼妓”、“婊子”。尽管威拉杜明的言行在缅甸佛教界也受到了一些批评，但却丝毫不能阻止这位言语激进的反回教徒宗教人士成为缅甸民众拥戴的领袖性人物。
缅甸人对国际社会一边倒支持“罗兴亚人”的反感进一步升级。有觀點認為在民盟主导的缅甸新政府仍然立足未稳，而缅甸军队仍然虎视眈眈于新政府政策走向的时候，昂山素季不可能对“罗兴亚人”的问题做出根本性改变；1962年奈温的军事政变在缅甸人心中仍然记忆犹新，對此一位若开邦教师指出“要自己的地盘还是要民主，一旦遇到了这样的问题，民主恐怕就不是第一选择了。”
美国之音说就“罗兴亚人”的人权问题向缅甸人施压，不会对昂山素季的新政府有任何助益。事实上，如果西方社会仍然在这一问题上揪住缅甸人不放，不排除昂山素季与西方社会决裂而倒向中国怀抱的可能性。
根據一些緬甸民眾的說法，他們認同其他信仰回教的族群，如來自中國雲南的潘泰人、來自波斯的卡曼人、來自馬來亞的帕術人等回教徒為緬甸人，但反對「羅興亞人」為緬甸人。 緬甸人不能接受羅興亞人這名詞，是因為這個詞在1948年緬甸獨立日前是不存在的。在緬甸的語境中，他們被稱為「孟加拉的非法移民」。而國際對羅興亞人的同情，更加引起緬甸人的反感，緬甸有許多貧困的少數民族，許多就在若開邦，卻因為他們信仰佛教而不被重視。也沒有人去深究歷史上這些孟加拉移民對佛教徒有過的迫害。

## 人權問題以及國際回應

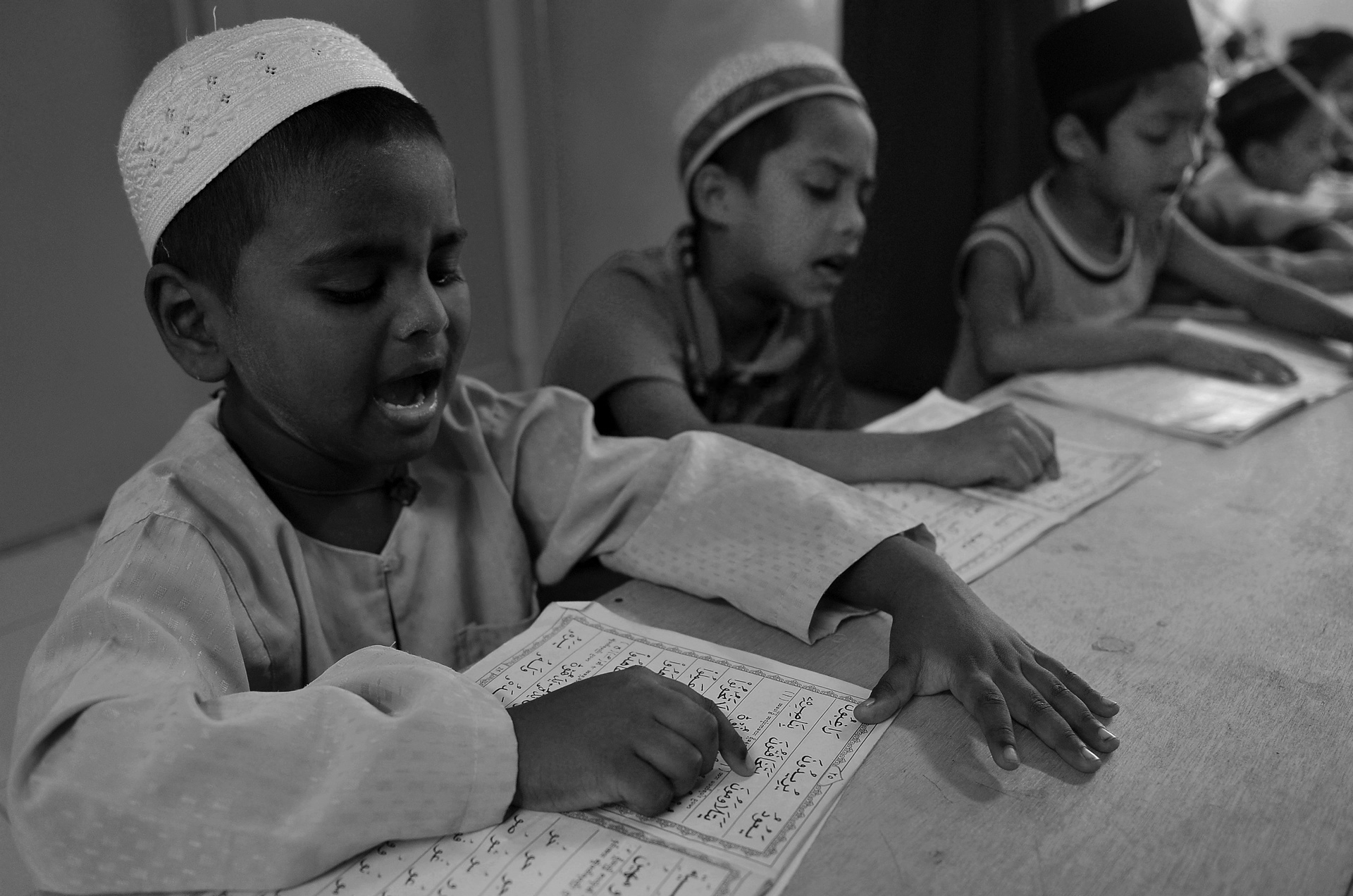
罗兴亚兒童誦讀回教典籍

羅興亞人被西方媒體形容為「世界上最不受歡迎的人們」、「世界上最受到迫害的少數族群」，連他們的祖國孟加拉，與東南亞國協（東協）的回教國家都不太歡迎他們。信仰印度教為主的印度，驅逐力道更大。據國際特赦組織所稱，羅興亞回教徒人口在1978年以來，持續遭受緬甸政權在人權上的侵害，因此很多人選擇流亡到鄰近的孟加拉。根據緬甸1982年的公民權法，羅興亞人無法取得緬甸公民的身分，因此他們幾乎沒有遷徙自由，也不能擁有土地。他們還受到許多形式的威脅，像是被任意徵稅、被徵收土地，以及在婚姻和財政上受到限制。即使過去十年來，北部若開邦奴役羅興亞人的事件已經減少，但政府依然役使他們造橋鋪路、建設軍事營區。
1978年，伴隨著緬甸軍方的龍王行動，有超過20萬羅興亞人流竄到孟加拉地區。這項官方行動的目的在於「掌控生活在緬甸的每一個人，藉由執法行動來區分公民和外國人，去排除掉非法滲透入境的外國人。」這項針對人羅興亞人的軍事行動導致了大量的屠殺、強暴犯罪和毀壞清真寺，甚至以宗教迫害來奴役羅興亞人。
在1991和1992年，新一波約25萬人的羅興亞人再度湧入孟加拉。根據報告指稱他們在緬甸時，常因被指為暴動，就受到就地正法或虐待。羅興亞人被緬甸軍政府強制勞動，以進行基礎設施和經濟計畫的建設，他們大多生活在艱困的環境之下。從2005年開始，聯合國難民署計畫要協助羅興亞難民從孟加拉歸國，但是在難民營出現的違反人權問題使其窒礙難行。
儘管聯合國致力於協助羅興亞難民，有龐大規模的羅興亞難民仍滯留於孟加拉，因為他們無法抵抗緬甸政權。過去數年來，數千名羅興亞人流竄到泰國，有大約11.1萬名難民居住在緬甸和泰國的邊境。據指稱有許多難民被運送到泰國海岸並丟在該地。在2009年2月，國際傳媒發現，泰國軍隊驅逐一艘載有190名羅興亞人的難民船到外海，有一群難民被印尼當局所救，這顯示出了羅興亞難民遭受到泰國軍隊的殘酷和暴力對待，甚至會將他們遺棄在離岸水域。同年二月底，又有報告指稱有五艘難民船被驅離，其中有四艘在暴風中遭遇船難，一艘擱淺在岸邊。泰國總理阿披實承認了這是「一些」被逼到茫茫海洋之中羅興亞難民的遭遇，他稱感到遺憾，並正在想辦法解決這個問題。
協助羅興亞難民回歸緬甸的計畫始於2005年，在2009年孟加拉政府指稱在與緬甸外交人員商談後，遣送難民營中約9000名羅興亞人回歸緬甸。在2011年10月16日，緬甸新政府同意羅興亞人回歸緬甸，然而社會中對於羅興亞人的迫害和暴力仍舊有增無減。在2014年3月29日，緬甸政府禁止了使用「羅興亞」一詞，並要求他們登記在孟加拉人的名義之下，就像過去三十年來對羅興亞人人口普查的做法。
人权观察呼籲緬甸政府緊急修正1982年《公民權法案》（Citizenship Act），刪除其中的種族歧視條文，確保羅興亞族兒童取得國籍的權利，以免他們淪為無國籍者。
“緬甸應當接受獨立的國際調查團前往若開邦，調查當地的危害人類罪行，並尋訪受害者以提供救濟，”羅柏森說。“緬甸的捐助者們必須睜開眼睛，正視羅興亞人遭遇的苦難，要求緬甸政府立即停止迫害，協助流離失所的回教徒安全返鄉，並追究侵權責任，以終止若開邦繼續上演冤冤相報的流血衝突。”

### 國際
- ：已收容130萬羅興亞人在國內的難民營，此後多次驅逐羅興亞人。
- 中华人民共和国：支持缅甸政府立场，认为罗兴亚人有恐怖集团团伙成员。[59]
- 俄羅斯：支持缅甸政府立场，认为罗兴亚人有恐怖集团团伙成员。[60]
- 日本：支持缅甸政府立场，认为罗兴亚人有恐怖集团团伙成员。[61]
- 马来西亚：驅逐羅興亞人，但希望緬甸政府改善羅興亞人待遇。
- 印度尼西亞：驅逐羅興亞人，但希望緬甸政府改善羅興亞人待遇。
- 菲律賓：支持缅甸政府立场，驅逐羅興亞人。
- 印度：支持缅甸政府立场，驱逐罗兴亚难民出境，並稱羅興亞人造成國家安全威脅。[62][63]
- 泰國：支持缅甸政府立场，驅逐羅興亞人。
- 东南亚国家联盟的非回教國家：被菲律宾和俄罗斯说服，支持缅甸政府立场，驅逐羅興亞人。
- 土耳其：希望緬甸政府改善羅興亞人待遇。
- 伊朗：希望緬甸政府改善羅興亞人待遇。
- 欧洲联盟：希望緬甸政府改善羅興亞人待遇。
- 美国：希望緬甸政府改善羅興亞人待遇。

泰國已經明確表示，不願永久收容羅興亞難民，只向在其水域的難民船提供一些援助，或允許他們暫時上岸扎營留宿。回教國家馬來西亞則是大多數羅興亞難民選擇的終點站，但馬來西亞已明確表示不會接受這些難民，並下令其海軍驅趕船民。同為回教國家的印度尼西亞，也同樣一直表示不歡迎羅興亞難民，並出動海軍驅趕船民。在孟加拉，羅興亞難民遭遇到相同的困境，有時孟加拉人支持難民，在2009年2月，許多羅興亞難民在海上漂流21天後，被亞齊（Ache）的船員在麻六甲海峽所救。孟加拉政府有時允許他們在孟加拉東南部的邊境地區扎營生活，但大多數時間則把他們遣送回緬甸。據估計，目前在孟加拉難民營裏生活的羅興亞人大約有20萬人，而且大部分人的生活條件極差。印度內政部國務部長芮吉朱宣佈印度將會驅逐境內所有羅興亞人（約4萬人）出境，因為他們全都是非法移民。在反對者向印度最高法院提出訴訟後，印度政府指稱羅興亞人對印度的國家安全構成威脅。
美國眾議院通过了一項干涉決議，要求緬甸政府停止對羅興亞人的迫害，包含了對緬甸少數民族和宗教的歧視對待（H.RES. 418, 113th Congress）。美國政府持續呼籲緬甸政府停止歧視和迫害的政策。2017年5月翁山蘇姬訪歐盟明確表達反對聯合國干涉羅興亞問題，共同記者會中代表歐盟的墨格里尼公開支持聯合國羅興亞問題調查團，此一發言隨後被同台的翁山蘇姬當場反駁，並稱聯合國的介入立場只會讓緬甸的族群問題更加惡化。翁山蘇姬指出，聯合國人權理事會所用的指控報告，僅是海外羅興亞人的一面之詞，並無法合理證明若開邦的衝突真相。2016年起，联合国秘书长科菲·安南因此带领半官方团队针对羅興亞問題进行调查，再于2017年8月23日刊登若開邦和平宣言，推动措施以改善此地区人民的生活条件。次日缅甸政府收下建议书。

### 引用
1. ↑  Mahmood; Wroe; Fuller; Leaning. . Lancet. 2016: 1–10  [2019-01-14]. PMID 27916235. doi:10.1016/S0140-6736(16)00646-2. （原始内容存档于2020-03-28）.
2. ↑  Mathieson, David. . Human Rights Watch. 2009: 3. ISBN 978-1-56432-485-6.
3. ↑  . ReliefWeb. 2018-03-29  [2019-01-14]. （原始内容存档于2020-12-04）.
4. ↑  . BBC News. 2017-10-19  [2019-01-14]. （原始内容存档于2018-03-13）.
5. ↑  . Dhaka Tribune. 2017-11-09  [2017-12-22]. （原始内容存档于2017-12-09）.
6. 1 2 3  . BBC News. 2017-10-19  [2019-01-14]. （原始内容存档于2018-03-13）.
7. ↑  . Reuters. 2017  [2017-08-17]. （原始内容存档于2019-06-15）.
8. ↑  . Al Jazeera.   [2017-08-17]. （原始内容存档于2019-07-22）.
9. ↑  Mclaughlin, Timothy. . Reuters. 2016-09-20  [2017-09-03]. （原始内容存档于2021-03-08） （英语）.
10. 1 2  . BBC News. 2017-10-19  [2019-01-14]. （原始内容存档于2018-03-13）.
11. ↑  陈春艳. . 广西民族大学学报(哲学社会科学版). 2016, 38 (2): 98-104. ISSN 1673-8179.
12. ↑  . United States Department of State. 2018-11-20  [2018-05-01]. （原始内容存档于2018-05-29）.
13. ↑  . （原始内容存档于2016-06-04）. An estimated 36,000 Rohingya Refugess living in India
14. ↑  . CBC.   [2019-01-14]. （原始内容存档于2020-02-11）.
15. ↑  Pollak, Sorcha. . The Stateless Rohinga. 2015-02-15  [2018-01-16]. （原始内容存档于2018-07-02）.
16. ↑  . The Stateless Rohinga. 2017-06-12  [2018-01-29]. （原始内容存档于2018-09-20）.
17. ↑  . BBC News. 2018-05-22  [2018-06-03]. （原始内容存档于2018-05-23）.
18. 1 2 3 4 5  (MA Chowdhury 1995，第7–8頁)
19. ↑  (Khin Maung Saw 1993，第93頁)
20. ↑  . 自由歐洲電台. 2009-02-14  [2012-06-15]. （原始内容存档于2016-03-04） （英语）.
21. ↑  (Khin Maung Saw 1993，第90頁)
22. ↑  Dr. Aye Kyaw. . The Irrawaddy.   [2011-11-01]. （原始内容存档于2011-11-03）.
23. ↑  (Aye Chan 2005，第396頁)
24. ↑  , RohingyaLanguage.com,   [2012-06-11], （原始内容存档于2012-07-31） （英语）
25. ↑  , WorldLanguage.com,   [2012-06-11], （原始内容存档于2012-03-25） （英语）
26. ↑  Lewis, M. Paul (编).  Sixteenth edition. Dallas, Tex.: SIL International. 2009  [2012-06-16]. （原始内容存档于2012-10-19） （英语）.
27. ↑  Scribd
28. ↑  ISO 639 Code Tables - SIL International 的存檔，存档日期2011-06-18.
29. 1 2 3 4 5 6 7 8 9  . 美國之音. 2016-05-07  [2017-12-13]. （原始内容存档于2020-08-17）.
30. ↑  .   [2022-11-02]. （原始内容存档于2022-11-02）.
31. ↑  Utpala Rahman. The Rohingya Refugee: A Security Dilemma for Bangladesh. doi:10.1080/15562941003792135
32. ↑  王夢平《緬甸羅興亞族問題簡介》國際資料訊息　第七期　2009
33. ↑  朱諾 澎拜雜誌 《羅興亞難民潮是怎麼發生的》 http://www.thepaper.cn/newsDetail_forward_1341106 （页面存档备份，存于）  2015
34. ↑  .   [2018-06-15]. （原始内容存档于2019-05-29）.
35. ↑  .   [2019-12-10]. （原始内容存档于2020-12-13）.
36. ↑  Parnini, S. N. （2013）. The Crisis of the Rohingya as a Muslim Minority in Myanmar and Bilateral Relations with Bangladesh. Journal of Muslim Minority Affairs, 33（2）, 281-297.
37. ↑  《緬甸公民法全集》
38. ↑  杜道琛  .《羅興亞人的起源與境遇》.中國民族博覽第14期 2015
39. ↑  Tidus Lin （2014）被真主遺忘的民族：漫談緬甸洛興雅人的困境，洞見 Insight-Post 國際事務評論網，http://www.insight-post.tw/analytics/20140311/6730 （页面存档备份，存于）
40. ↑  Alam, M. A. （2011）. Marginalization of the Rohingya in Arakan State of Western Burma.
41. ↑  Ng | AP, Eileen (25 May 2015). "Rohingya seek better life in Malaysia, but reality is stark". The Washington Post. ISSN 0190-8286. Retrieved 25 May 2015.
42. ↑  Rachman, Anita; Mahtani, Shibani (25 May 2015). "Indonesia Joins Search for Bangladeshi and Rohingya Muslim Migrants at Sea". Wall Street Journal. ISSN 0099-9660. Retrieved 25 May 2015.
43. ↑  .   [2016年11月26日]. （原始内容存档于2019年7月13日）.
44. ↑  .   [2016年11月26日]. （原始内容存档于2019年11月5日）.
45. 1 2 3 4 5 6 7 8 9 10 11 12 13 14 15  . 美國之音. 2016-05-07  [2017-12-14]. （原始内容存档于2018-08-30）.
46. ↑  .   [2018-06-03]. （原始内容存档于2018-06-15）.
47. ↑  .   [2018-06-03]. （原始内容存档于2017-09-07）.
48. ↑  . BBC. 2017-09-25  [2017-09-29]. （原始内容存档于2017-10-14）.
49. ↑  (EN) Mark Dummett, Bangladesh accused of ‘crackdown’ on Rohingya refugees, news.bbc.co.uk, 18 febbraio 2010. URL consultato il 19 gennaio 2015.
50. 1 2  (EN) Amnesty International, Myanmar – The Rohingya Minority: Fundamental Rights Denied, amnesty.org, 2004. URL consultato il 19 gennaio 2015.
51. 1 2  (EN) UNHCR threatens to wind up Bangladesh operations, New Age BDNEWS, Dhaka, 21 maggio 2005. URL consultato il 25 aprile 2007.
52. ↑  (EN) Press Trust of India, Myanmar to repatriate 9,000 Muslim refugees from B'desh, Zee News, 29 dicembre 2009.
53. ↑  (EN) Staff Correspondent, Myanmar to take back 9,000 Rohingyas soon, The Daily Star (Bangladesh), 30 dicembre 2009.
54. ↑  (EN) http://english.ahram.org.eg/NewsContent/2/9/97799/World/International/Myanmar-says-Rohingya-term-banned-from-census.aspx （页面存档备份，存于）
55. ↑  (EN) http://www.digitaljournal.com/news/world/myanmar-bans-rohingya-term-from-census/article/378773 （页面存档备份，存于）
56. ↑  . The Hindu (Chennai, India). 2014-03-30  [2017-09-25]. （原始内容存档于2021-02-25）.
57. ↑  . BBC News. 2014-03-30  [2016-01-15]. （原始内容存档于2021-03-07）.
58. ↑  .   [2016-01-15]. （原始内容存档于2020-10-30）.
59. ↑  Nations, Agence France-Presse at the United. . the Guardian. 2017-12-24  [3 October 2018]. （原始内容存档于2017-12-27）.
60. ↑  . oc-media.org.   [14 September 2017]. （原始内容存档于2020-02-01）.
61. ↑  . mofa.go.jp.   [2017-09-14]. （原始内容存档于2020-02-27）.
62. ↑  . Reuters. 2017-08-14  [2020-02-01]. （原始内容存档于2018-12-07）.
63. ↑  . BBC News. 2017-09-25  [2020-02-01]. （原始内容存档于2019-05-02） （英语）.（中文報導 （页面存档备份，存于））
64. ↑  (EN) Thai, PM admits boat people pushed out to sea
65. ↑  .   [2018-06-03]. （原始内容存档于2018-06-19）.
66. ↑  . Reuters. 2017-08-14  [2017-09-25]. （原始内容存档于2018-12-07）.
67. ↑  . BBC News. 2017-09-25  [2017-09-25]. （原始内容存档于2019-05-02） （英语）.（中文報導 （页面存档备份，存于））
68. ↑  (EN) Cristina Marcos, House passes resolution pressuring Burmese government to end genocide, in The Hill, 7 maggio 2014. URL consultato l'8 maggio 2014.
69. ↑  (EN) H.Res. 418 - Summary, United States Congress. URL consultato il 5 maggio 2014.
70. ↑  .   [2017-05-04]. （原始内容存档于2020-09-29）.
71. ↑  . 2017-08-23  [2017-09-07]. （原始内容存档于2019-09-12）.

## 延伸阅读
- Learn Rohingya language （页面存档备份，存于）（英文）
- 亞洲週刊 - 緬甸羅興亞人的前世今生 （页面存档备份，存于）
- 亞洲週刊 - 緬甸驚爆宗教血鬥 （页面存档备份，存于）
- Burma's Muslims: A primer （页面存档备份，存于）
- 美国之音 - “罗兴亚人”为何在缅甸成为敏感词？ （页面存档备份，存于）
- 美国之音 - “罗兴亚人”一词引发昂山素季外交困局 （页面存档备份，存于）
- 從沈默到反抗：緬甸羅興亞人悲歌 當國際撻伐羅興亞人的不公平待遇，其實應聽聽「緬甸人怎麼說」 （页面存档备份，存于）
- 罗兴亚难民营人口暴增 孟加拉当局推动节育 （页面存档备份，存于），法廣，2017-10-28